# James Gregory (gardien de prison)
Pour les articles homonymes, voir James Gregory.
James Gregory (7 novembre 1941 - 2003) était un Sud-Africain blanc, gardien de prison chargé de Nelson Mandela, incarcéré de 1964 à sa libération en 1990.
Pendant 27 ans, Gregory s'est occupé de Mandela jour après jour. Il a été son geôlier, son censeur, mais aussi, comme il le prétend, son confident, de Robben Island à Pollsmoor, et enfin jusqu'à Victor Verster d'où Mandela fut libéré en 1990.
Il écrivit un livre, en 1995, intitulé Goodbye Bafana: Nelson Mandela, My Prisoner, My Friend dont on tira en 2007 un film : Goodbye Bafana, dans lequel Gregory est interprété par Joseph Fiennes. Cependant, dans son autobiographie Long Walk to Freedom, Nelson Mandela ne le mentionne qu'à deux reprises, brièvement.
James Gregory est mort d’un cancer en 2003.